# 杭州大会展中心站
杭州大会展中心站是杭州地铁1号线的一座车站，位于中华人民共和国浙江省杭州市萧山区南阳街道，规划中的杭州大会展中心二期预定地下方。

## 车站结构
杭州大会展中心站位于钱塘江东岸，杭州空港新城萧山区南阳街道，杭州大会展中心二期预定地内，车站为地下三层车站，B1层为站厅层，B2层为设备层，B3层为站台层，设有2个侧式站台，东西向布置，总长为163.35米，站宽25米，最大宽度31.15米，底板埋深约22.7米，最深处27.3米。车站主体为地下三层侧式车站，单柱两跨（局部三柱四跨）钢筋混凝土框架结构，采用明挖顺筑法施工。车站西端头为直径11.67米大盾构接收井，东端头为小盾构双接收井。

### 楼层分布
| 1层  |                    | 出入口                             |                    |                    |
| -1层 | 站厅               | 自动售票机、客服中心、卫生间       |                    |                    |
| -3层 | 侧式站台，右侧开门 | 侧式站台，右侧开门                 | 侧式站台，右侧开门 | 侧式站台，右侧开门 |
|      |                    | █ 1号线 往湘湖（下沙江滨）         |                    |                    |
|      |                    | █ 1号线 往萧山国际机场（港城大道） |                    |                    |
|      | 侧式站台，右侧开门 |                                    |                    |                    |

- 站厅
- 萧山国际机场方向站台
- 杭州大会展中心站两个站台均带有弧度
- 大字壁

### 出入口
| 编号                                                        | 出口标识 | 建议前往的目的地 | 图片 |
| ----------------------------------------------------------- | -------- | ---------------- | ---- |
| A                                                           |          | 杭州大会展中心   |      |
| B                                                           |          |                  |      |
| C1                                                          | 阳城路   |                  |      |
| C2                                                          | 会展南路 |                  |      |
| D                                                           |          | 杭州大会展中心   |      |
| 註： 设有卫生间 \| 设有第三卫生间 \| 设有母婴室 \| 设有电梯 |          |                  |      |

- 车站外景（从杭州大会展中心望去）
- 垂直电梯

## 接驳交通
- 杭州公交

B口：观潮城

## 车站周边
- 杭州大会展中心

## 历史
- 2018年1月29日，车站开工。
- 2018年7月12日，车站基坑开挖。[2]
- 2018年12月12日，车站开始主体施工。
- 2019年6月9日，车站封顶。
- 2020年7月10日，1号线过江大直径盾构机在此站出洞，标志着1号线三期隧道全线贯通。
- 2020年8月28日，本站正式定名为杭州大会展中心站。
- 2020年12月30日，本站随1号线三期开通[3]。
- 2024年7月12日，车站A、C1、C2出入口启用[4]。